# Шевелюхин, Александр Анатольевич
Александр Анатольевич Шевелюхин (укр. Олександр Анатолійович Шевелюхін; род. 27 августа 1982, Козин, Киевская область) — украинский футболист, защитник.

## Биография
Воспитанник киевского «Динамо». Начал профессиональную карьеру в клубе «Динамо-3» и «Динамо-2». В 2003 году перешёл в криворожский «Кривбасс». В Высшей лиге дебютировал 4 мая 2003 года в матче против киевского «Динамо» (1:0). После играл за полтавскую «Ворсклу» и ужгородское «Закарпатье». После снова играл за «Кривбасс». Летом 2007 года перешёл в мариупольский «Ильичёвец». Помог выиграть Первую лигу и выйти «азовцам» в Премьер-лигу. Летом 2008 года перешёл в ФК «Львов». В команде дебютировал 24 августа 2008 года в матче против запорожского «Металлурга» (2:1). Летом 2009 года мог перейти в азербайджанский клуб «Симург», но перешёл в луцкую «Волынь». В команде дебютировал 19 июля 2009 года в матче против овидиопольского «Днестра» (1:5).
В начале 2010 года перешёл в футбольный клуб «Севастополь», помог команде выиграть чемпионат первой лиги и выйти в премьер-лигу. Двухгодичный контракт истёк 1 декабря 2011 года контракт, а клуб не проявил инициативы в продлении. 19 января в ранге свободного агента перешёл в польский клуб «Гурник» из города Забже.

## Достижения
- Победитель Первой лиги Украины (4): 1998/99, 1999/00, 2000/01, 2007/08
- Серебряный призёр Второй лиги Украины: 1997/98